# Neurothemis stigmatizans
Neurothemis stigmatizans is een libellensoort uit de familie van de korenbouten (Libellulidae), onderorde echte libellen (Anisoptera).
De wetenschappelijke naam Neurothemis stigmatizans is voor het eerst geldig gepubliceerd in 1775 door Fabricius.